# 鈴木眞年
鈴木 真年（鈴木 眞年、すずき まとし、天保2年〈1831年〉 - 明治27年〈1894年〉4月15日）は、日本の江戸時代末期から明治時代にかけての系図作成家・国学者。
初めは紀州徳川家に属して系譜編輯事業を担当、明治維新後は弾正台に属した。のち、宮内省・司法省・文部省・陸軍省と所属を変遷しながらも、この間に系譜編纂を継続し公的・私的いずれの立場においても多数の系図集を編み世に送った。

## 生涯
1831年（天保2年）、江戸神田鎌倉河岸の煙草商橘屋の鈴木甚右衛門の長男房太郎として生まれる。後年、真年を名乗った。
1847年（弘化4年）、病弱ゆえ紀州熊野本宮に入り静養する。翌年には竹亭と号す。この頃、「古代来朝人考」・「御三卿系譜」の草稿を書き上げる。
1849年（嘉永2年）19歳のとき、静養を終えて江戸に戻り旗本御家人の娘と結婚するが旬日で離婚となる。父の許しを受け、家督を次弟の廣吉に譲り上野国奥山にて薙髪し出家する。号・不存。
1858年（安政5年）28歳のとき、父甚右衛門死去につき、仏門修行をやめて還俗し源牟知良と改名、新田愛氏と号す。しかしまた御嶽教に入門する。
1860年（万延元年）30歳で上総国久留里藩の藩医安西一方の娘信子と結婚。この年、御嶽教の権大教正中教教監に任命される。翌1861年（文久元年）、栗原信充に師事して系譜学、武家故実を学んだが、特に系譜に関する学問に熱心であった。
1865年（慶応元年）35歳のとき、紀州和歌山藩に招かれ藩士となり、同藩の系譜編集事業を任される。住居を熊野本宮に定めたために、紀州熊野大社の関係事業にも関与した。これより、明治維新までの4年間に織田家系草稿を初め、諸系譜草稿・諸家譜草稿を相次いで書き上げる。
1869年（明治2年）7月に新政府の弾正台が設置されたため、39歳で紀州和歌山藩を辞してこれに奉職（月俸50圓、弾正大疏）。
1871年（明治4年）11月8日、宮内省に異動し内舎人になる。俳号・松柏を称す。1873年5月25日、宮内省を去る。同年7月3日、司法省に奉職。1976年に司法省を辞し印刷局に転じたが激務により健康を損ね1880年10月に辞職。しかし、同年12月27日には陸軍省参謀本部の武器変革史委員を命ぜられ任務を果たして1885年10月に陸軍省を辞した。この間、1882年には地学協会社員となって系図研究と地誌とを関連付ける実地研究を続けている。1888年には重野安繹の奨めに応じて大日本編年史編纂に従事した。1891年（明治24年）61歳で東京帝国大学の編纂事務干与を中途にして辞するまで約20年間を政府官吏として勤務しながら、幾多の諸系譜の編纂をおこない、また東京帝国大学・交詢社等で教鞭を取った。退官後は国学校の設立を計画し、その設立運動を展開した。また、熊野大社の復興にも尽力した。
1894年（明治27年）4月15日、大阪市南区東清水町397番地の住居で突然倒れ64歳で死去した。病名は胃弱であった。東京の雑司ヶ谷墓地に葬られた。法名、松柏院頼譽天鏡眞空居士。

## 編・著作
記号【傳】を付したものは、後掲の参考文献 『鈴木眞年傳』に収載されているもの。
- 1871年（明治3年）「百家系図（64冊）」。
- 1872年（明治4年）「諸氏家牒・武家大系図（眞年校）」。
- 1875年（明治7年）「諸家系譜（26冊）」。
- 1877年（明治9年）「古家系図（眞年校）」。
- 1878年（明治10年）「明治新版姓氏録（2冊）」「苗字盡明解（2冊）」／玉養堂【傳】「名乗字盡略解」「諸家系図取調所」。
- 1879年（明治11年）「史略名称訓義（版本・2冊）」【傳】。
- 1880年（明治12年）「華族諸家傳（3巻）」【傳】。
- 1881年（明治13年）「三才雑録」。
- 1885年（明治17年）「日本事物原始・第一集」／古香館【傳】「皇族明鑑（2冊）」／博公書院。
- 1888年（明治20年）「古事記正義（1巻）」【傳】。
- 1889年（明治21年）「皇族明鑑（版本・2冊）」。
- 1891年（明治23年）「新田族譜」【傳】。
- 1892年（明治24年）「裾野狩衣」を大阪朝日新聞に連載。
- 1893年（明治25年）「裾野狩衣」を大阪積善館から出版。

その他、「朝鮮歴代系図」（天理図書館蔵）の稿本が残る。